# Фортуна
Вижте пояснителната страница за други значения на Фортуна.
Фортуна (на латински: Fortuna – значейки „щастие“, „съдба“; Fors Fortuna: „Сила на съдбата“; прозвището: Antias) е богиня на щастието и късмета в римската митология. Тя отговаря на Тюхе в гръцката митология.
Смятало се, че от нея зависят не само хората, но и боговете. Първоначално богиня на реколтата (от глагола ferre – „нося“), майчинството, жените. Впоследствие, възможно, благодарение на влиянието на култа към Фортуна Примигения („първородна“), почитана в град Пренесте, Фортуна става богиня на съдбата, щастливата случайност. Фортуна била изобразявана с рог на изобилието и весло, като кормчия на човешкия живот. Понякога на кълбо или колело (символ на изменчивостта на човешкото щастие). Тя била изобразявана на монетите на всички римски императори.

## Древност
Предполага се, че богинята става популярна още в началото на Римската империя чрез крал Сервий Тулий. Казва се, че Тулий е посветил на Фортуна двадесет и шест храма, всеки от тях подчертаващ различна епиклеза (качество на божество). Според легендата той е дошъл на царския трон като син на роб чрез благоволението на богинята на съдбата.
По-късно Фортуна изиграва важна роля в религията на римляните, наред с други неща тя се споменава като една от парките. Много храмове в Римската империя били посветени на нея (например римският „Храм на Фортуна“ в селището Улпия Ескус край днешното село Гиген, Никополско. Известни храмове на Фортуна са се намирали в град Анцио, откъдето тя получава прозвището си Антиас, в Пренесте и на Квиринал – един от седемте хълма на Рим.
Нейният празник бил отбелязван на 24 юни. Фортуна е била почитана от римляните като държавна богиня (лат. Fortuna Populi Romani) и като частна богиня (лат. Fortuna privata).

## СредновековиеиНово време
Започвайки от манастирските училища, през 12 век хората започнали да виждат Фортуна и богинята на природата Натура като Божи служителки. Въпреки че тази идея всъщност е несъвместима с християнската вяра, тя се пренася в новоучредените университети през 13 век. Философски обучените умове обаче често оставали критични към този възглед.
Фортуна обикновено се характеризира като колеблива, разностранна богиня, която разпределя даровете на своя рог на изобилието, добрата и лошата съдба, щастието и нещастието, без оглед на личността (подобно на Юстиция в това отношение). Първоначалното ѝ религиозно значение като богиня на плодородието по-късно е заменено с нейните аспекти на щастието и съдбата, които също се появяват във връзка със средновековния мотив на суетата, иконографски напр. изобразена в „Колелото на живота“. Като богиня-оракул, Фортуна често е била питана за бъдещето, често чрез теглене на жребий, малки парчета дърво с врязани линии, които са били интерпретирани от свещеничеството. На карта таро X „Колелото на съдбата“ често се изобразява женска фигура с колело, което може да се тълкува като богинята Фортуна.
Фортуна също е популярен мотив върху жетони за хазартни игри през 18 и 19 век.
В изобразителното изкуство Фортуна често е представена със значими атрибути – Колелото на живота или на съдбата, рог на изобилието, рул или балансираща стъпила върху сфера.
През 1935/36 композиторът Карл Орф ѝ посвещава първата и последната част от своята „Кармина Бурана“; текстът Fortuna Imperatrix Mundi (български: Фортуна, господарката на света) от едноименния сборник от 13 век започва с:
O Fortuna,
velut luna
statu variabilis … (О Фортуна, като луната, толкова променлива ...).

Втората песен започва с:
Fortune plango vulnera … (Раните, които нанесе Фортуна ...).

През 18 век шамбеланът Игнатий си е дал фамилията Фортуна.
Гербът на град Глюкщат (на немски: Glückstadt – „град-щастие“) показва необлечена Фортуна.
Фортуна също е популярно име за спортните клубове и често се използва като кратка форма за целия клуб, особено във футбола.